# حمیت آکبای
حمیت آکبای (ترکی استانبولی: Hamit Akbay؛ ۱۹۰۰ – نامشخص) بازیکن فوتبال اهل ترکیه بود.
از باشگاه‌هایی که در آن بازی کرده‌است می‌توان به باشگاه فوتبال فنرباغچه اشاره کرد.
وی همچنین در تیم ملی فوتبال ترکیه بازی کرده‌است.